# 최병직
최병직(崔炳直 1864년 ~ 1942년, 1894년 식년시 4월 15일 試券, 5월 紅牌 記錄), 이명(異名) 崔秉直(국조방목 國朝榜目 卷之十三 記錄) 조선 말기의 문신이다. 자는 원중(元中), 호는 성전(星田), 배우자는 창평 고씨(昌平高氏)이다.

### 가문과 출신
최항의 16대손. 그의 고조부는 1726년(영조 2)에 남원 이백면 옹금마을 삭녕 최씨 집안에서 그 재실에 설립한 고암재(서당)의 훈장을 지낸 진사 최상익(崔祥翼)이다. 증조부는 관효(觀孝), 조부는 우순(遇順), 부친은 의금부도사를 지낸 선구(璇九)이다. 남원 이백면 출신

### 생애와 주요활동
최병직은 광서 20년(光緖二十年, 31세) 고종갑오년(高宗甲午年) 창경궁(昌慶宮) 춘당대(春塘臺)에서 치러진 조선의 마지막 식년시에서 문과급제(甲科 2位)하였다(1894년 4월 15일). 이후 한림(翰林)으로 봉상시직장(奉常寺直長)을 거처 융희원년(隆熙元年) 비서감랑(祕書監郞)에 임명되었으며(1907년 9월 19일), 통훈대부(通訓大夫)에 올라 세자시강원(世子侍講院) 시강(侍講)을 지냈다.